# 瓦迪穆拉
34°10′N 2°19′E / 34.167°N 2.317°E

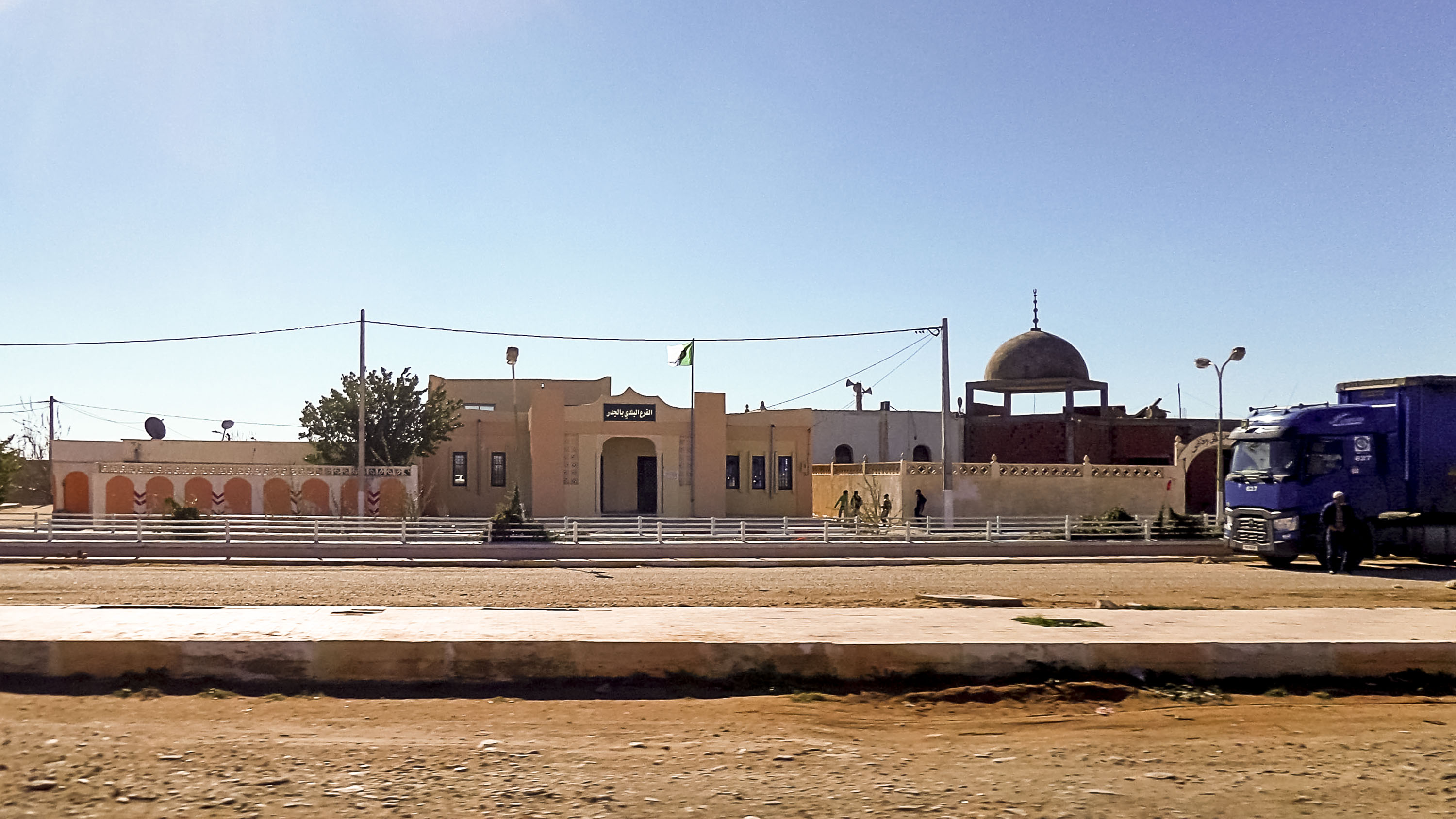
瓦迪穆拉

瓦迪穆拉（阿拉伯语：‎），是阿爾及利亞的城鎮，位於該國中部，由艾格瓦特省負責管轄，是瓦迪穆拉區的首府，面積785平方公里，2008年人口8,829，人口密度每平方公里11人。